# ليف غوميليوف
ليف نيكولايفيتش غوميليف (18 سبتمبر 1912 - 15 يونيو 1992) (الروسية: Лев Никола́евич Гумилёв) هو مؤرخ سوفييتي وإثنولوجي وأنثروبولوجي ومترجم من الفارسية.
يعتبر أحد المؤرخين الروس الأكثر تأثيراً في القرن العشرين.

## مسيرته

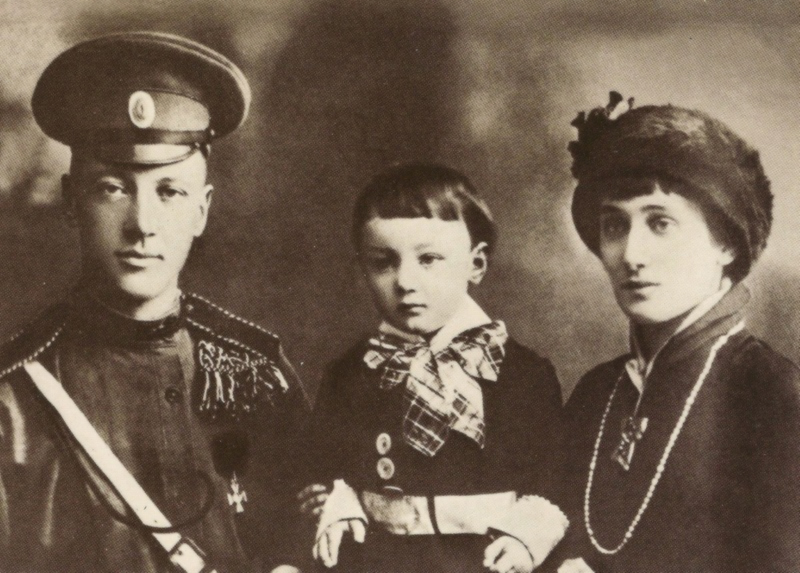
ليف غوميلوف

هو ابن الشاعرين البارزين، نيكولاي غوميليوف وآنا أخماتوفا. أُعدم والده عندما كان يبلغ 7 سنوات، وقضى ليف معظم شبابه (من 1938 حتى 1956) في معسكرات العمل السوفييتية. تم القبض عليه من قبل المفوضية الشعبية للشؤون الداخلية (NKVD) سنة 1935، ثم أطلق سراحه، ولكن أعيد اعتقاله مرة أخرى وحكم عليه بالسجن لمدة خمس سنوات في عام 1938. بعد قضاء مدة السجن، انضم إلى الجيش الأحمر وشارك في معركة برلين. واعتقل مرة أخرى في عام 1949 وحكم عليه بعشر سنوات في معسكرات الاعتقال.
بعد سنوات قليلة من وفاة ستالين، أصبح يعمل في متحف هيرميتاج، حيث درس هناك تحت إشراف مؤرخ وعالم الآثار ميخائيل أرتمونوف شعب الخزر وشعوب السهوب.

## روابط خارجية
- Gumilevica: All about Gumilev (Biography, Bibliography, Works & Maps)
- Electronically available publications by Lev Gumilyov (Russian)
- Lev Gumilev, Ethnogenesis and Eurasianism by Alexander Sergeevich Titov